# アクラム・ゼイナリ
アクラム・ゼイナリ（アゼルバイジャン語: Əkrəm Zeynallı、ロシア語: Акрам Зейналлы、英語: Akram Zeynalli）は、アゼルバイジャンの外交官、大使。2017年より在中華人民共和国大使、2018年より在朝鮮民主主義共和国大使（非常駐）を務めている。
2012年から2017年にかけて在スイス共和国大使。
2017年7月19日、イルハム・アリエフ大統領より在中華人民共和国大使に任命される。同年9月13日、北京市の人民大会堂で習近平に信任状を捧呈した。
2018年7月5日、在朝鮮民主主義共和国大使として平壌を訪問し、万寿台議事堂で最高人民会議常任委員会の金永南委員長に信任状を捧呈した。